# Kowalewo Pomorskie (gemeente)
De gemeente Kowalewo Pomorskie is een stad- en landgemeente in het Poolse woiwodschap Koejavië-Pommeren, in powiat Golubsko-Dobrzyński.
De zetel van de gemeente is in Kowalewo Pomorskie.
Op 30 juni 2004 telde de gemeente 11 396 inwoners.

## Oppervlakte gegevens
In 2002 bedroeg de totale oppervlakte van gemeente Kowalewo Pomorskie 141,39 km², waarvan:
- agrarisch gebied: 85%
- bossen: 6%

De gemeente beslaat 23,07% van de totale oppervlakte van de powiat.

## Demografie
Stand op 30 juni 2004:
| Omschrijving                   | Totaal | Totaal | Vrouwen | Vrouwen | Mannen | Mannen |
| ------------------------------ | ------ | ------ | ------- | ------- | ------ | ------ |
| eenheid                        | aantal | %      | aantal  | %       | aantal | %      |
| inwoners                       | 11 396 | 100    | 5791    | 50,8    | 5605   | 49,2   |
| bevolkingsdichtheid (inw./km²) | 80,6   | 80,6   | 41      | 41      | 39,6   | 39,6   |

In 2002 bedroeg het gemiddelde inkomen per inwoner 1312,4 zł.

## Plaatsen
Bielsk, Borek, Borówno, Chełmonie, Chełmoniec, Dylewo, Elzanowo, Frydrychowo, Gapa, Józefat, Kiełpiny, Lipienica, Mariany, Martyniec, Mlewiec, Mlewo, Napole, Nowy Dwór, Otruda, Piątkowo, Pluskowęsy, Podborek, Pruska Łąka, Sierakowo, Srebrniki, Srebrniki-Lądy, Szewa, Szychowo, Wielka Łąka, Wielkie Rychnowo, Zapluskowęsy.

## Aangrenzende gemeenten
Chełmża, Ciechocin, Dębowa Łąka, Golub-Dobrzyń, Lubicz, Łysomice, Wąbrzeźno